# جايمي سانشيز فيليز
جايمي سانشيز فيليز (بالإسبانية: Jaime Sánchez Vélez)‏ هو سياسي مكسيكي، ولد في 16 يوليو 1962 في ولاية موريلوس في المكسيك. حزبياً، نشط في الحزب الثوري المؤسساتي. وقد انتخب عضو مجلس النواب المكسيك.